# Leandro Kappel
Leandro Kappel (Amsterdam, 14 november 1989) is een Nederlands voetballer van Surinaamse komaf die als aanvaller speelt.
Kappel begon met voetballer bij De Volewijckers. Hij speelde als pupil kort bij AFC Ajax en daarna bij FC Omniworld, SC AH '78 en DWS. In de b-jeugd stapte hij over naar AFC Amsterdam waar hij het eerste team haalde dat in de Hoofdklasse speelde. In het seizoen 2009/10 kwam Kappel uit voor FC Volendam waar hij alleen bij de beloften speelde. In 2010 maakte hij de overstap naar FC Hilversum maar toen hij na een stage in Griekenland een contract tot medio 2013 aangeboden kreeg bij Doxa Drama vertrok hij daar zonder een wedstrijd gespeeld te hebben. 
Hij debuteerde in 2010 in het profvoetbal bij Doxa Drama in de Beta Ethniki. De club werd zesde en promoveerde in 2011 toch na play-offs naar de Super League toen enkele clubs teruggezet werden. In 2013 werd hij door het Portugese SC Braga gecontracteerd. In 2014 keerde hij terug in Griekenland bij Panetolikos. In 2016 ging Kappel in Turkije voor Denizlispor spelen. In 2018 ging hij naar Altay Izmir.